# ピーター・クイリン
ピーター・クイリン（Peter Quillin、1983年6月22日 - ）は、アメリカ合衆国の男性プロボクサー。イリノイ州シカゴで生まれ、ミシガン州グランドラピッズで育った。プロへ転向してからはニューヨーク州ニューヨークブルックリン区在住。元WBO世界ミドル級王者。試合に勝利した後にチョコレートをばらまくパフォーマンスを行っている。

## ニックネーム
クイリンの父親がキューバ生まれのキューバ育ちであった事と、クイリンの体の特徴が1930年代に活躍したキューバ出身の世界2階級制覇王者キッド・チョコレートに似ていたことでKid Chocolateと付けられた。

## 来歴
父親のペドロは母国キューバで政治犯だったことからアメリカへ移住してきた。しかし麻薬の売人に身を落としクイリンが6歳の時に刑務所へ6年半収監された。それからは生活保護を受けながら母親が女手1つでクイリン達3兄弟を育て上げた。
アマチュア時代はとても短く、わずか15戦(12勝3敗)しか戦っておらず、アマチュアのビッグタイトルを手にしたことはない。
2005年6月9日、22歳の時プロに転向。プロデビュー戦を初回TKO勝ちで飾った。
プロで8戦を戦ったあとプロモーターのセドリック・キャッシュナーと契約を交わす。
2008年9月の試合のあと、右手の手術やスパーリング中に眼底骨折を負い、約1年5か月のブランクを作る。
2010年2月6日、復帰戦を行い、2人がフルマークで1人が大差でクイリンを支持し完封。
2010年4月、トレーナーをフレディ・ローチに交代して、10月にゴールデンボーイ・プロモーションズと契約した。
2011年4月29日、ヘスス・ブリンクリーと空位のUSBO(全米ボクシング機構)全米スーパーミドル級王座を賭け対戦。終始クイリンがリードを奪い、3回TKO勝ち。王座獲得に成功。
2012年6月2日、ホーム・デポ・センター・テニスコートで、元世界5階級制覇王者ロナルド・ライト（アメリカ合衆国）と世界前哨戦を行った。ライトは3年振りの復帰戦であったが、終始クイリンがペースを握り5回にダウンを奪った。その後も攻勢を緩めず10回3-0（2者が98-91、97-92）の判定勝ち。前哨戦を勝利で飾った。ライトは6月5日に引退を表明した。
2012年10月20日、バークレイズ・センターにて、ダニー・ガルシア対エリック・モラレスの前座で、WBO世界ミドル級王者ハッサン・ヌダム・ヌジカム（フランス）と対戦。6度ダウンを奪うなど終始リードを奪い、12回3-0（3者共115-107）の判定勝ちを収め王座獲得に成功した。
2013年4月27日、バークレイズ・センターにてダニー・ガルシア対ザブ・ジュダーの前座で、WBO世界ミドル級9位のフェルナンド・ゲレーロ（ドミニカ共和国）と対戦し、7回TKO勝ちを収め初防衛に成功した。
2013年10月26日、アトランティックシティのボードウォーク・ホールにてバーナード・ホプキンス対カロ・ムラットの前座でWBO世界ミドル級9位のガブリエル・ロサドと対戦し、10回40秒TKO勝ちを収め2度目の防衛に成功した。試合前のキャンプ中に妻が流産したため、遠く離れたカリフォルニアでキャンプを張っていたクイリンは心労が重なり試合で調子があまり良くなかったと後に伝えられた。
2014年4月19日、ワシントンD.C.のDCアーモリーでベイブット・シュメノフVSバーナード・ホプキンスの前座で元WBO世界スーパーウェルター級暫定王者でWBO世界ミドル級2位のルーカス・コネチと対戦し、ダウンこそ奪えなかったが一方的に試合を支配して12回3-0（2者が119-109、120-108）の判定勝ちを収め3度目の防衛に成功した。
2014年7月3日、マット・コロボフと指名試合の交渉を30日以内に完了するようWBOから指令が出された。
2014年9月4日、入札が行われジェイ・Z率いるロック・ネイション・スポーツが落札するが、クイリンはWBO世界ミドル級王座を返上することを発表した。
2015年1月9日、ゴールデンボーイ・プロモーションズからプロモート権を破棄された。
2015年4月11日、1年ぶりの試合をバークレイズ・センターでダニー・ガルシア対ラモン・ピーターソンの前座でWBO世界ミドル級王者アンディ・リーと対戦する予定だったが、クイリンが前日計量の1回目で161.4ポンド（73.21キロ）を計測し、1時間半後の再計量でも160.6ポンド（72.85キロ）を計測し体重超過となった為、ファイトマネー50万ドルから12万5千ドルを罰金としてリーへ支払い、ノンタイトル戦に変更して対戦し、12回1-1（112-113、113-113、113-112）の判定で引き分けた。
2015年9月12日、フォックスウッズ・リゾート・カジノでマイケル・ゼラファと対戦し、5回1分2秒KO勝ちを収めた。
2015年12月5日、バークレイズ・センターでWBA世界ミドル級王者ダニエル・ジェイコブスと対戦するが、右ストレートが顎にヒットしぐらついた後に連打の猛攻で棒立ちになりフラフラになったところでレフェリーストップ。初回1分25秒TKO負けを喫しWBOに続くWBAでの王座獲得に失敗した。
2019年9月21日、カリフォルニア州ベーカーズフィールドのラボバンク・シアターで、アルフレド・アングロと対戦し、10回判定負けを喫した。

## 戦績
- アマチュアボクシング：15戦 12勝 3敗

| 戦           | 日付           | 勝敗 | 時間     | 内容    | 対戦相手                         | 国籍           | 備考                               |
| ------------ | -------------- | ---- | -------- | ------- | -------------------------------- | -------------- | ---------------------------------- |
| 1            | 2005年6月9日   | 勝利 | 1R       | TKO     | アンソニー・ハンター             | アメリカ合衆国 | プロデビュー戦                     |
| 2            | 2005年8月4日   | 勝利 | 1R 1:57  | TKO     | アントワン・ヘッジモンド         | アメリカ合衆国 |                                    |
| 3            | 2006年3月16日  | 勝利 | 2R 0:49  | TKO     | ウィリー・クルス                 | プエルトリコ   |                                    |
| 4            | 2006年4月20日  | 勝利 | 4R       | 判定3-0 | トーマス・パドロン               | アメリカ合衆国 |                                    |
| 5            | 2006年6月10日  | 勝利 | 1R 1:33  | KO      | エディ・オニール                 | アメリカ合衆国 |                                    |
| 6            | 2006年7月26日  | 勝利 | 1R 1:06  | KO      | ウィリアム・ピエトロ             | アメリカ合衆国 |                                    |
| 7            | 2006年9月20日  | 勝利 | 2R 2:05  | TKO     | ブラッド・オースティン           | アメリカ合衆国 |                                    |
| 8            | 2006年11月3日  | 勝利 | 1R 2:56  | TKO     | デビッド・エストラーダ           | アメリカ合衆国 |                                    |
| 9            | 2007年2月22日  | 勝利 | 1R 0:38  | TKO     | スティーブ・ウォーカー           | アメリカ合衆国 |                                    |
| 10           | 2007年3月10日  | 勝利 | 2R 0:39  | TKO     | ナタン・マーティン               | アメリカ合衆国 |                                    |
| 11           | 2007年4月26日  | 勝利 | 1R 2:18  | TKO     | アレクサンダー・パチェコ・キロス | コロンビア     |                                    |
| 12           | 2007年5月18日  | 勝利 | 2R 0:58  | TKO     | ビクター・パズ                   | アメリカ合衆国 |                                    |
| 13           | 2007年6月9日   | 勝利 | 8R       | 判定3-0 | ジャマール・デービス             | アメリカ合衆国 |                                    |
| 14           | 2007年8月18日  | 勝利 | 1R 1:38  | KO      | ホセ・ウンベルト・コラル         | メキシコ       |                                    |
| 15           | 2007年9月5日   | 勝利 | 6R       | 判定3-0 | ジェシー・オルタ                 | アメリカ合衆国 |                                    |
| 16           | 2007年12月13日 | 勝利 | 2R 0:32  | TKO     | トロイ・ロウリー                 | アメリカ合衆国 |                                    |
| 17           | 2008年2月23日  | 勝利 | 2R 1:32  | KO      | トーマス・ブラウン               | アメリカ合衆国 |                                    |
| 18           | 2008年4月16日  | 勝利 | 10R      | 判定3-0 | アントワン・エコルズ             | アメリカ合衆国 |                                    |
| 19           | 2008年6月11日  | 勝利 | 10R      | 判定3-0 | ディオニシオ・ミランダ           | コロンビア     |                                    |
| 20           | 2008年9月17日  | 勝利 | 10R 1:50 | TKO     | サム・ヒル                       | アメリカ合衆国 |                                    |
| 21           | 2010年2月6日   | 勝利 | 10R      | 判定3-0 | フェルナンド・スニガ             | エクアドル     |                                    |
| 22           | 2010年12月18日 | 勝利 | 1R 2:53  | KO      | マーティン・デジャルダン         | カナダ         |                                    |
| 23           | 2011年2月11日  | 勝利 | 4R 1:54  | TKO     | デニス・シャープ                 | アメリカ合衆国 |                                    |
| 24           | 2011年4月29日  | 勝利 | 3R 2:34  | TKO     | ヘスス・ブリンクリー             | アメリカ合衆国 | USBO全米スーパーミドル級王座決定戦 |
| 25           | 2011年7月23日  | 勝利 | 5R 1:38  | TKO     | ジェイソン・レホーラー           | アメリカ合衆国 |                                    |
| 26           | 2011年11月5日  | 勝利 | 6R 2:23  | TKO     | クレイグ・マクエワン             | イギリス       |                                    |
| 27           | 2012年6月2日   | 勝利 | 10R      | 判定3-0 | ロナルド・ライト                 | アメリカ合衆国 |                                    |
| 28           | 2012年10月20日 | 勝利 | 12R      | 判定3-0 | ハッサン・ヌダム・ヌジカム       | フランス       | WBO世界ミドル級タイトルマッチ      |
| 29           | 2013年4月27日  | 勝利 | 7R 1:38  | TKO     | フェルナンド・ゲレーロ           | ドミニカ共和国 | WBO防衛1                           |
| 30           | 2013年10月26日 | 勝利 | 10R 0:40 | TKO     | ガブリエル・ロサド               | アメリカ合衆国 | WBO防衛2                           |
| 31           | 2014年4月19日  | 勝利 | 12R      | 判定3-0 | ルーカス・コネチ                 | チェコ         | WBO防衛3                           |
| 32           | 2015年4月11日  | 引分 | 12R      | 判定1-1 | アンディ・リー                   | アイルランド   |                                    |
| 33           | 2015年9月12日  | 勝利 | 5R 1:02  | KO      | マイケル・ゼラファ               | オーストラリア |                                    |
| 34           | 2015年12月5日  | 敗北 | 1R 1:25  | TKO     | ダニエル・ジェイコブス           | アメリカ合衆国 | WBA世界ミドル級タイトルマッチ      |
| テンプレート |                |      |          |         |                                  |                |                                    |

## 獲得タイトル
- USBO全米スーパーミドル級王座
- WBO世界ミドル級王座（防衛3＝返上）